# Церква Святих Бориса і Гліба (Новогрудок)
Церква Святих Бориса і Гліба (біл. Сабор святых мучанікаў-страстацерпцаў благаверных князёў Барыса і Глеба) — пам'ятка сакральної архітектури в місті Новогрудок, Гродненська область, Білорусь.
Збудована в XVI столітті згідно з фундацією князя Костянтина Острозького. Відбиває стильові впливи готики й ренесансу з елементами оборонної архітектури.
Новогрудзька церква — яскраве втілення православної архітектури доби Великого Князівства Литовського. Він вельми подібний до схожих зразків сакральної архітектури того часу, костелу Пресвятої Тройці в Ішколоді, Успенської церкви Зимнівського монастиря чи ж бо церкви Святого Михаїла Архангела в Синковичах.

## Історія
- Перша половина XII століття: зведення з вапнякових блоків з незначними вставками цегли-плінфи першої мурованої церкви.[1]
- 1317: набула статусу катедри Литовської православної митрополії.
- 1517—1519: зведення нової соборної церкви в техніці «готичної» кладки на фундацію князя Костянтина Острозького за благословення митрополита Іосифа (Солтана).
- 1620: перейшла до уніатів.
- 1624—1632: під час реконструкції до західного фасаду церкви добудовано дві наріжні вежі.
- 1628—1636: київський митрополит Йосиф Рутський заснував при храмі монастир оо. Василіян, а Адам Хрептович — жіночий монастир[2].
- 1839: після «скасування» Берестейської унії разом з монастирем перейшов на власність Російської православної церкви.
- 1873—1875: росіяни перебудували храм в стилі московського середньовічного зодчества.
- 1923—1924: реконструкція храму з частковим відновленням першопочаткового вигляду.
- 1961—1995 — храм пристосовано під філіал державного архіву Гродненської області.
- 1990-ті: відновлення готично-ренесансного вигляду храмових веж.
- 7 січня 1996 — богослужіння в церкві поновлені.
- 2010: внаслідок реконструкції, яку проводить Російська православна церква (науковий керівник Г. Лаврецький), на вежі церкви заплановано влаштувати кокошники з шатрами, вивершені золотими цибулеподібними банями.[3] Після протесту представників білоруської інтелігенції роботи були припинені[4]. Відновлені в листопаді того ж року[5].

## Галерея

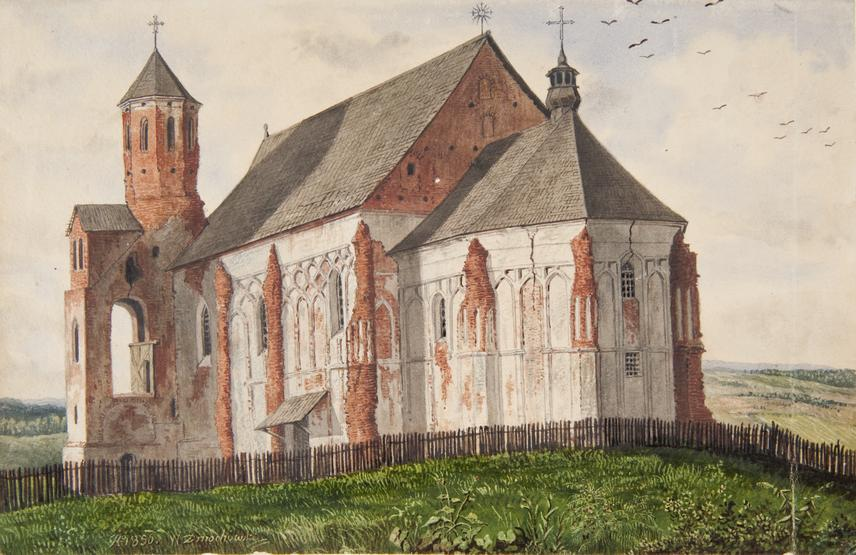
Вінцентій Дмоховський. Церква Святих Бориса і Гліба в Новогрудку, XIX століття
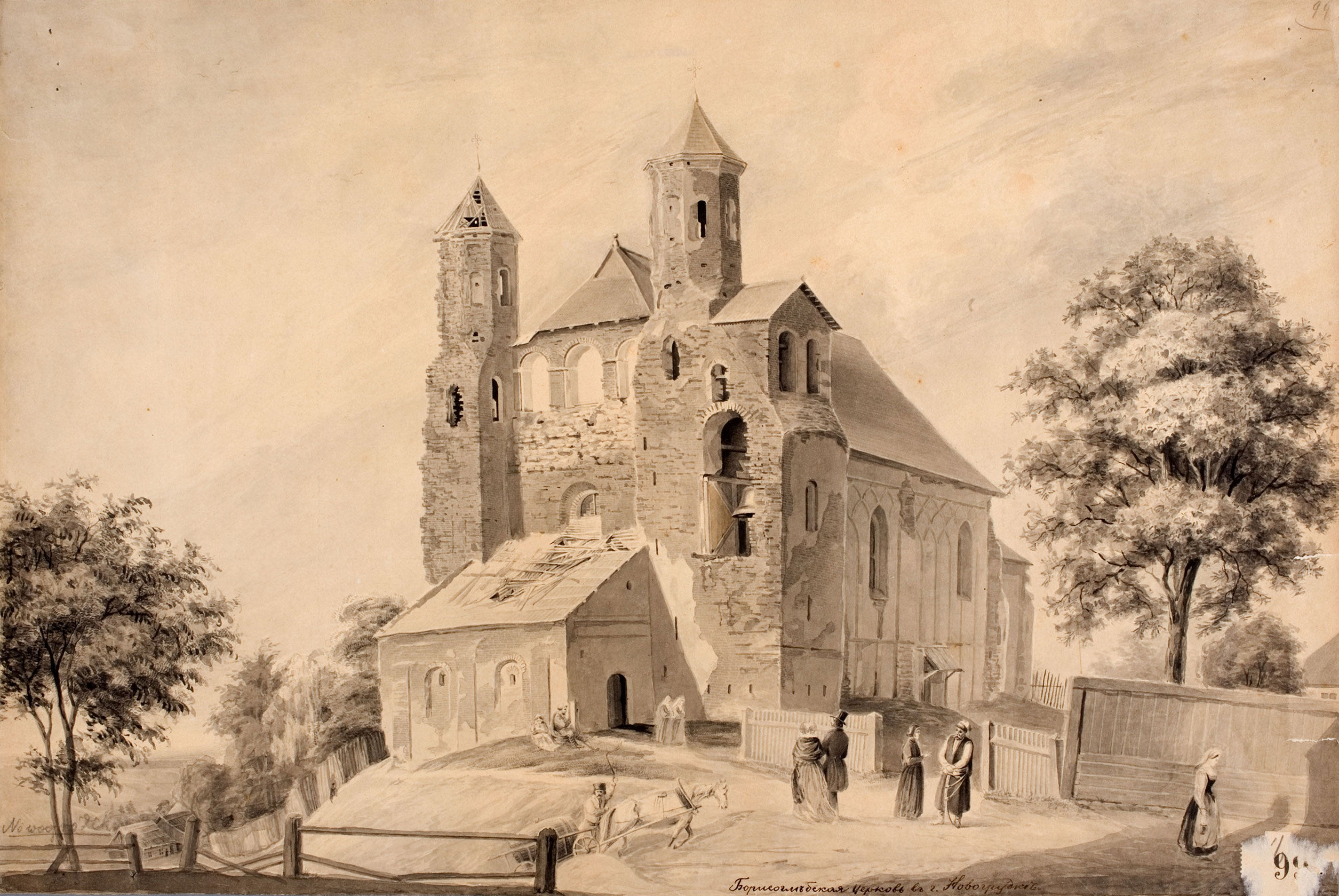
Е. Павлович. Церква Святих Бориса і Гліба в Новогрудку, XIX століття
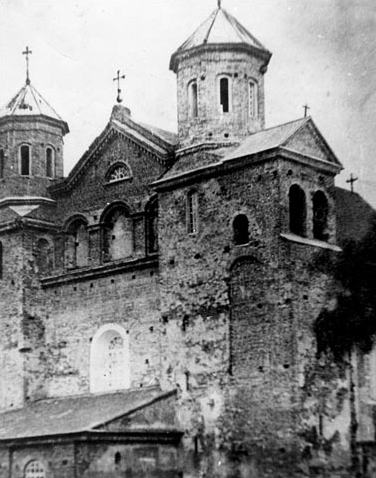
Світлина 1850-х років
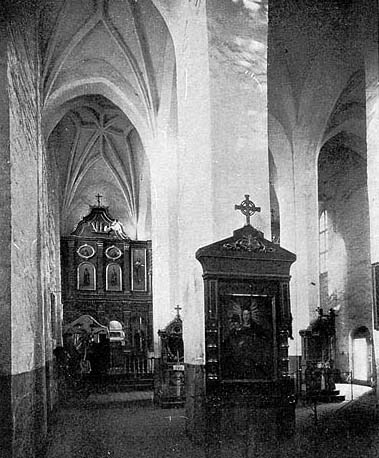
А. Віслоцький. Інтер'єр церкви. Світлина 1930-их років